# Euraziëtunnel
De Euraziëtunnel (Turks: Avrasya Tüneli) is een autotunnel onder de Bosporus tussen Europa en Azië in de Turkse stad Istanboel.

## Ligging
In tegenstelling tot de ongeveer een kilometer noordelijker gelegen verzonken treintunnel Marmaray is de Euraziëtunnel door het gesteente onder de afzettingen van de waterweg geboord, tot 106 m diep onder de zeeoppervlakte. De tunnel is 14,5 kilometer lang, waarvan 5,4 kilometer onder de Bosporus. 
De Europese Bank voor Wederopbouw en Ontwikkeling financierde circa 10% van de tunnelkost, de Europese Investeringsbank financierde een lening voor nog eens circa 25% van de kost. Twee Koreaanse bedrijven en een Turks bedrijf waren verantwoordelijk voor de constructie die werd geboord volgens de New Austrian Tunnelling Method. De diameter van de boorkop was 13,7 m. Bij de constructie werd specifieke aandacht gegeven aan de seismische activiteit in het gebied, op maar 17 km ten noorden van de Noord-Anatolische Breuk.
De tunnel werd op 20 december 2016 officieel geopend.